# Kabbigarahalli, Chikmagalur
Kabbigarahalli là một làng thuộc tehsil Chikmagalur, huyện Chikmagalur, bang Karnataka, Ấn Độ.